# Manglares de Bhitarkanika
Los manglares de Bhitarkanika (en oriya: ଭୀତରକନିକା ମାଙ୍ଗ୍ରୋଭ୍, en hindi: भीतरकनिका मैन्ग्रोव, romanizado: Bhītarkanikā Maingrōv, en inglés: Bhitarkanika Mangroves) consisten en una serie de manglares y humedales en el estado de Odisha, en la India, que cubren un área de 650 km² en los deltas de los ríos Brahmani y Baitarani.

## Historia
Los manglares de Bhitarkanika fueron bosques zamindaris hasta 1952, cuando el gobierno de Odisha abolió el sistema zamindari y puso los bosques bajo el control del departamento forestal estatal. En 1975, un área de 672 km2  fue declarada Santuario de Vida Silvestre de Bhitarkanika. El área central del santuario, con una superficie de 145 km², fue declarada parque nacional de Bhitarkanika en septiembre de 1998. El Santuario de Vida Silvestre Marina de Gahirmatha, que limita con el Santuario de Vida Silvestre de Bhitarkanika, al este, fue creado en septiembre de 1997 y abarca la playa de Gahirmatha y una parte adyacente de la Bahía de Bengala. Los manglares de Bhitarkanika fueron designados Sitio Ramsar de Importancia Internacional en 2002.

## Flora y fauna

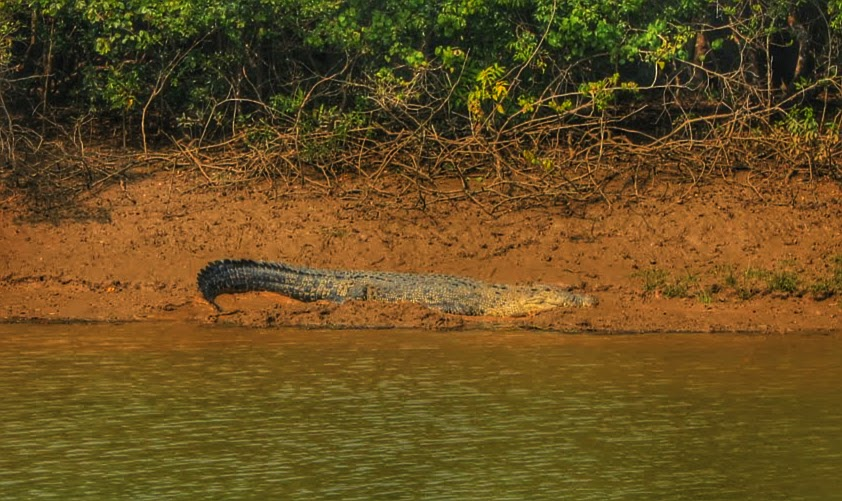
Cocodrilo de agua salada en los manglares de Bhitarkanika

Alrededor de 62 especies de manglares se encuentran en los manglares de Bhitarkanika, incluidas Avicennia, Bruguiera, Heritiera y Rhizophora. Los reptiles presentes en los manglares incluyen el cocodrilo de agua salada, la cobra real, la pitón india y el varano acuático. Entre agosto de 2004 y diciembre de 2006 se registraron 263 especies de aves, de las cuales 147 son residentes y 99 migratorias. En un entorno de 4 ha se contaron 11.287 nidos de garzas en 2006.
Las tortugas oliváceas llegan de enero a marzo para anidar en la playa de Gahirmatha. Se estimó un promedio de 240.000 nidos por temporada entre 1976 y 1996. Hasta 80.000 individuos fueron capturados cada año hasta 1982. Desde 1983 está prohibida la recolección y comercialización de tortugas y sus huevos.